# مالنده

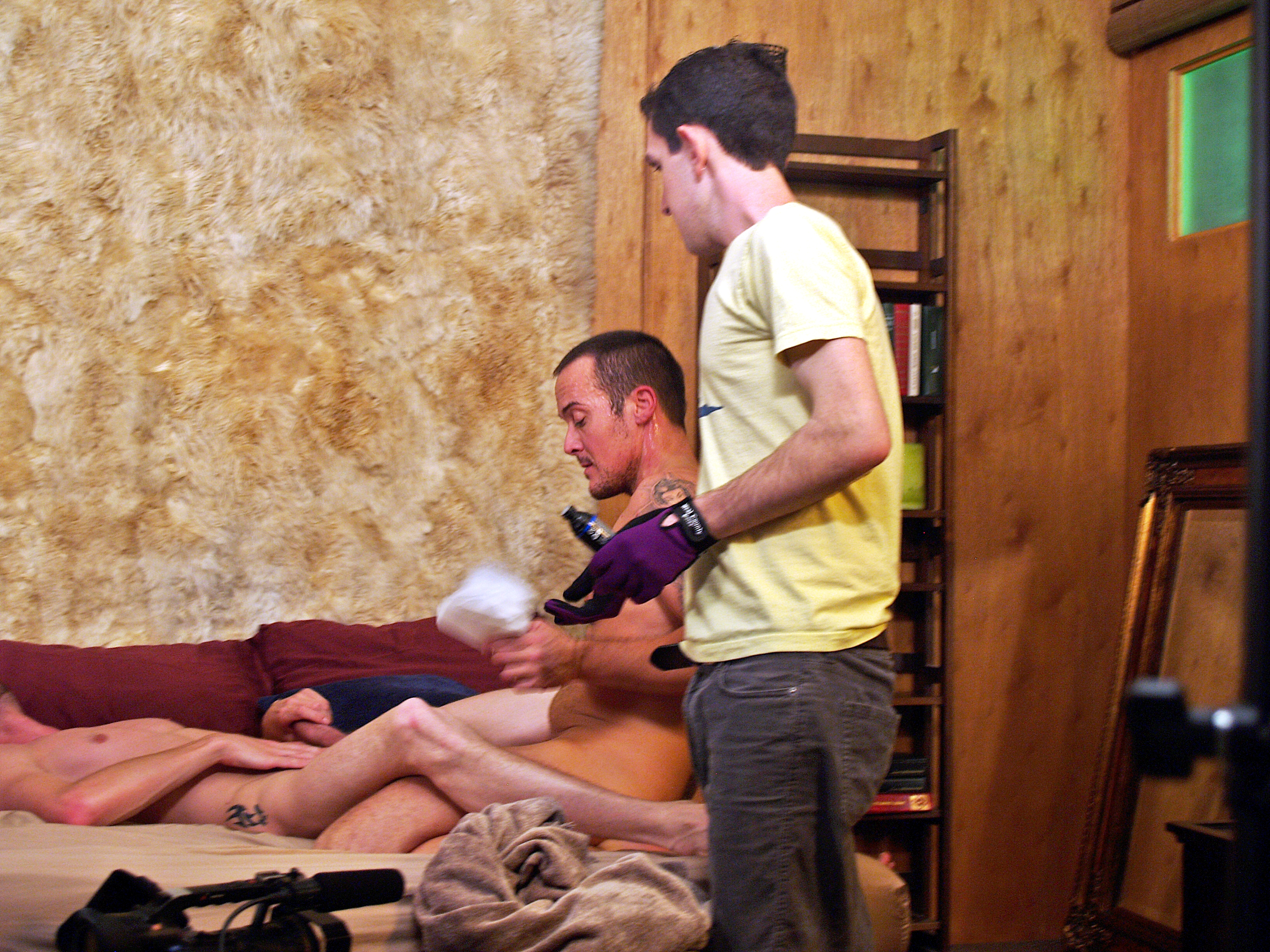
جیکاستار{نشسته}اریک گرانت{ایستاده}برای صحنه‌ای در محصول سال2008

مالنده  یا فلافر (به انگلیسی: Fluffer) فرد شاغلی است که وظیفه‌اش این است که بازیگر مرد فیلم‌های پورنوگرافی را در صحنهٔ فیلمبرداری، تحریک شده نگه دارد. این وظایف که لزوماً شامل لمس بازیگران نیست، بخشی از گریم به حساب می‌آید. کارگردان پس از تنظیم زاویهٔ مورد نظر برای فیلمبرداری، از بازیگران می‌خواهد که وضعیت خود را حفظ کنند و مالنده باید بازیگران را برای ادامهٔ فیلمبرداری تحریک شده نگه دارد. گاهی این کار مستلزم انجام اعمال جنسی مانند لیسیدن آلت تناسلی بازیگر یا آمیزش بدون دخول می‌شود.